# حكة صفراوية
الحكة الصفراوية أَو الحكة المرارية (بالإنجليزية: Biliary pruritus)‏ هي حكة شاملة شَديدة تَحدث بِسبب مرض الكبد المزمن المَصحوب باليَرَقان الانسِدادي.:53